# موناسترو دی واسکو
موناسترو دی واسکو (به ایتالیایی: Monastero di Vasco) یک کومونه در ایتالیا است که در استان کونیو واقع شده‌است.

## خصوصیات
موناسترو دی واسکو ۱۷٫۴ کیلومترمربع مساحت و ۱٬۲۱۴ نفر جمعیت دارد.